# Jan Frederik Meursing
Jan Frederik Meursing (Amsterdam, 3 juni 1855 - Baarn, 12 december 1930) was eigenaar van scheepswerf De Nachtegaal in Amsterdam. Hij ontwierp en bouwde onder meer snelle clippers, die nog lang de concurrentie met de opkomende stoomvaart aan konden. Hij baseerde zich hierbij op het gezamenlijke octrooi van zijn vader Wicher Meursing en oom Aaldrik Meursing voor de composiet-bekleding van de scheepsromp met hout en koper. Ook op de scheepswerf 't Jacht van Aaldrik Meursing in Nieuwendam werden deze clippers gebouwd.
Jan Frederik schakelde al snel over op machinebouw en bouwde in 1900 in opdracht van Rijkswaterstaat de stoomijsbreker Christiaan Brunings die bij het Scheepvaartmuseum in Amsterdam nog in de vaart is. Werf De Nachtegaal is in 1908 gesloten.
Jan Frederik Meursing was een vroege amateurfotograaf van wie uit de periode 1880 tot 1929 vele glasdia's en foto's van schepen en scheepsbouw maar ook van plaatsen, gebeurtenissen en familie bewaard zijn gebleven.

## Levensloop
Jan Frederik Meursing is de zoon van Wicher Hooites Meursing (Nieuweschans 23 januari 1823 - 31 oktober 1902), telg van Groningse scheepsbouwersfamilie. Hij was getrouwd met Antonia Korthals Altes (Amsterdam 5 oktober 1856 - Baarn 19 december 1930), afkomstig uit een familie van graanhandelaren te Amsterdam.